# 京都市立伏見板橋小学校
京都市立伏見板橋小学校 (きょうとしりつ ふしみいたはし しょうがっこう) は京都府京都市伏見区下板橋町にある公立小学校。
2022年11月1日に創立150周年を迎えた。

## 沿革
- 1872年（明治5年)11月 - 旧尾張藩邸跡に伏水第二校として開校
- 1876年（明治9年）2月 - 第三大学区第六中学区伏水板橋校に改称
- 1877年（明治10年）2月 - 天皇，大和御行幸の折，本校にてご休息される
- 1882年（明治15年）11月 - 伏見板橋小学校に改称
- 1887年（明治20年）7月 - 伏見板橋尋常小学校に改称
- 1889年（明治22年）7月 - 町制の実施により、伏見町第一尋常小学校に改称
- 1903年（明治36年）4月 - 学区制により、新設の第三尋常小学校(現伏見住吉小学校)に移る
- 1918年（大正7年）4月 - 伏見第一尋常高等小学校に改称
- 1920年（大正9年）4月 - 伏見第一尋常小学校に改称
- 1929年（昭和4年）5月 - 伏見市となり、伏見尋常小学校に改称
- 1931年（昭和6年）4月 - 京都市編入により、京都市伏見第一尋常小学校に改称
- 1934年（昭和9年）9月 - 室戸台風襲来で校舎が傾斜する
- 1941年（昭和16年）4月 - 伏見板橋国民学校に改称
- 1947年（昭和22年）4月 - 京都市立伏見板橋小学校に改称
- 1972年（昭和47年）11月 - 創立100周年記念式を行う
- 1990年（平成2年）7月 - 北校舎が完成
- 1992年（平成4年）7月 - プールが完成
- 2001年（平成13年）4月 - 学校評議員制度を導入
- 2005年（平成17年）10月 - 第57回京都市教育功労者表彰を受賞（学校賞）
- 2006年（平成18年）2月 - 学校運営協議会を設置
- 2019年（令和元年）11月 - 京都市より「教育実践功績 表彰」を受賞

## 通学区域
- 京都市伏見区[1]
  - 石屋町、今町、恵美酒町、海老屋町、大津町、大宮町、御駕籠町、帯屋町、鍛冶屋町、過書町、片原町、紙子屋町、川東町、革屋町、観音寺町、北尼崎町、北寝小屋町（一部）、京町四丁目から六丁目、京町北七丁目、京町大黒町、京町南七丁目から八丁目、銀座町一丁目から四丁目、久米町、御香宮門前町、紺屋町、指物町、治部町（一部）、島津町（一部）、下板橋町、下鳥羽東芹川町（一部）、下鳥羽葭田町（一部）、下鳥羽六反長町（一部）、聚楽町、聚楽町一丁目から二丁目、城通町、新町五丁目から十一丁目、瀬戸物町、鷹匠町、竹中町、丹波橋町、問屋町、土橋町、成町、南部町、西尼崎町、西大手町、西堺町、西大黒町、西大文字町、西町、東大手町、東組町、東堺町、東大黒町、東大文字町、東菱屋町、東町、肥後町、風呂屋町、伯耆町（一部）、桝形町、松屋町、南尼崎町、南寝小屋町（一部）、両替町九丁目から十一丁目

## 主な進学先
- 京都市立伏見中学校[1]

## 著名な卒業生
- 宮田笙子（体操選手）[2]

## 交通アクセス
- 近鉄京都線 近鉄丹波橋駅
- 京阪本線 丹波橋駅

## 通学区域が隣接している学校
- 京都市立伏見住吉小学校
- 京都市立下鳥羽小学校
- 京都市立伏見南浜小学校
- 京都市立桃山小学校